# سقاية الشيخ معروف الكرخي
سقاية الشيخ معروف الكرخي
اقيمت سقاية الماء هذه في مدينة بغداد في العهد العثماني، لانتفاع الناس من المصلين والزائرين، عند جامع الشيخ معروف الكرخي ومقبرته، في الجانب الغربي لبغداد، ولا يعلم تاريخ إنشائها.